# Kleine marmerschorpioen
De kleine marmerschorpioen of gewoon marmerschorpioen (Lychas marmoreus) is een soort schorpioen binnen het geslacht Lychas.
De soort komt voor in Australië en kan gevonden worden onder stenen of planten.  Hun lengte is ongeveer 30mm. Zoals de naam impliceert heeft de kleine marmerschorpioen een donkerbruin marmerachtig patroon over de rug, staart en poten. Het voedselpatroon bestaat uit kleine insecten, maar vooral uit termieten.
Jongen worden levend geboren en zijn crème-kleurig. Kleine marmerschorpioenen hebben gif dat kan zorgen voor pijn en ontstekingen.